# Chloe Frazer
Chloe Frazer az Uncharted sorozat kitalált szereplője, a 2009-es Uncharted 2: Among Thieves videójáték női főszereplője. Frazert Nathan Drake, a sorozat főszereplőjének árnyaltabb párjanak tervezték, aki kiemeli Drake személyiségének ezen aspektusait. Claudia Black ausztrál színésznő hangján szólal meg, aki a szereplő motion capture munkálatait is elvállalta. Chloe erős személyiség, aki agresszíven követi a saját érdekeit.
A játékban egy csapat tolvaj tagja, akit felfogadtak, hogy segítsen megtalálni Marco Polo elveszett flottáját, és Shambhala elveszett városán keresztül a Cintamani követ. Amikor Drake-et elárulják és bebörtönözik segít neki kiszabadulni, majd beépül Lazarevic szerb háborús bűnös katonai szervezetébe, hogy így segítsen Drake-nek megakadályozni a szerb halhatatlanságért folyó törekvéseit.
Frazer fogadtatása főként a függetlenségére és érzékiségére körül összpontosult. Az erős női szereplő egyik mintapéldájaként említik. Más kritikusok egyedi és vicces szereplőnek nevezték. Black a karakterét Indiana Jones kalandorhoz hasonlítja. Justin Richmond a sorozat szereplőinek tervezőjének állítása szerint Frazer az egyik kedvenc szereplője alkotásai közül.

## Megalkotása
Frazert úgy tervezték, hogy Nathan Drake, a sorozat főszereplőjének személyiségének sötétebb arculatait mutassa be. Az események során előhozza Drake személyiségének bizonyos aspektusait. Amy Hennig a sorozat történetírója azt akarta, hogy Frazer Drake ellentettje legyen; lényegében viselkedjen úgy, mint a főszereplő árnyaltabb változata. Mély kontrasztot vet Elena Fisherre, akire az Uncharted „jó kislányaként” lehet tekinteni.
Claudia Black kölcsönözte Frazer hangját. Az Uncharted sorozatban a motion capture munkákat is a szinkronszínészek végezték, úgy adták elő magukat, mintha egy élőszereplős film forgatásán lettek volna. A motion capture egy hangtérben történt és a játékban használt hanganyagok felvétel is ezen folyamat alatt történt, hogy a színészek jobban bele tudják élni magukat. Black és Drake szinkronszínésze, Nolan North közötti beszélgetések is befolyásolták Frazer személyiségének alakulását. Black a színpadi és filmes előadások, valamint a szinkronszínészeti munkák kombinációjához hasonlította a folyamatot.

## Személyisége
Frazer egy lobbanékony és vakmerő kalandor. Szellemes, fondorlatos és keresi a bajt. Frazer szexuálisan nagyon lényegre törő személyiség; amikor őt és Drake-et egy szerelmi jelenetben lehet látni ő a kezdeményezőbb. Saját érdekeit tűzi maga elé, nem foglalkoztatja szinte semmi azon kívül amit ő akar. Vonzódik Drake-hez, de elhagyja, amikor rájön a valóságra; Drake Elena Fisherbe szerelmes.

## Szereplései

### Uncharted 2: Among Thieves
A játék kezdetén Frazer és üzlettársa, Harry Flynn meggyőzi Drake-et, hogy segítsen egy múzeumi rablásban. Egy gazdag személy fogadta fel őket, hogy lovasítsanak meg egy ősi kínai lámpást, melyet Kubiláj kán ajándékozott Marco Polónak. Ez a agyag lámpás a térkép és a kék gyanta, amely felfedi Marco Polo elveszett flottájának helyét. Flynn tudomásán kívül Chole-nak és Drake-nek korábban kapcsolata volt, és folytatják a románcukat Flynn háta mögött. Frazer tudta nélkül Flynn kelepcébe csalja Drake-et, akit ennek köszönhetően három hónapra bebörtönöznek egy török fogdába. Chloe végül társával, Victor Sullivannel elrendezi Drake szabadon bocsátását.
Ezek után Chloe Flynnel és a háborús bűnös Zoran Lazareviccsel kezd utazásba. Rájön, hogy Shambhala legendás városát és a Cintamani követ keresik a halhatatlanság reményében. Kettős ügynökként beépül Lazarevic bűnszervezetébe és látszólag elárulja Drake-et, hogy megtartsa a titkát. Nepálban találkozik Drake-kel, ahol segít neki megtalálni a Shambhalához vezető utat mielőtt Flynn találna rá. Később Drake megpróbálja megmenteni őt egy Lazarevic által irányított vonatból, de nem hajlandó vele menni. Később egy himalájai monostorban lehet látni, ahol követte Drake-et és Lazarevict Shambhala bejáratához, majd segít elintézni Lazarevic seregét, miközben Drake magát a vezért próbálja megállítani. A játék végén látván, hogy Drake-et Elena Fisher érdekli magára hagyja a párt a hegyekben.

### Uncharted 3: Drake’s Deception
A 2011-es E3-as előzetesből kiderül, hogy Chloe Frazer vissza fog térni az Uncharted 3-ban.

## Kulturális hatása

### Promóció
Frazert erősen használták az Uncharted 2: Among Thieves promóciójához, ezzel is hangsúlyozva, hogy az új szereplőknek központi szerepe van annak történetre nézve. Annyira reklámozták, hogy többen úgy gondolták, hogy Fisher – az első játék női főszereplője –  nem fog szerepelni a másodikban.

### Kritikai fogadtatás
A legtöbb kritikus jó fogadtatásban részesítette Frazert; összpontosítva az erejére és szexualitására; gyakran a független női videójáték-szereplők kivételes példájaként hivatkozva rá. Tom Cross a Gamasutrától Frazert egy erős nőnek nevezte, akit a Prince of Persia Elikájához hasonlított. Az „elsőnek” nevezte a videójátékok terén – egy heteroszexuális nő, aki helyt áll a férfi főszereplővel szemben, miközben kimutatja a rátermettségét és aljasságát: „Chloe Frazer egy fejjel és vállal minden videójáték-szereplő fölött áll, de összehasonlítva a legtöbb nővel a játékokban teljesen egyedi.” Úgy is jellemezte őt, mint az egyik „legszórakoztatóbb, legérdekesebb, nem kellemetlen szereplőt a videójátékokban.” Cross azt is kifejtette, hogy szerinte Chloe pontosan tükrözi az emberek szexuális vágyait és frusztrációit. A GamesRadar Frazert „Miss 2009”-nek és a „az évtized legszexibb új videójáték-szereplőjének” nevezte, egzotikusnak és kacérnak hívva őt. A Daily Star „pimasznak” nevete Chloe-t. Black hozzáfűzte, hogy Frazert szórakoztató volt megszemélyesíteni, aki szerinte lényegében egy „Indiana Jones szép hajjal”. Az Uncharted 2: Among Thieves tervezője, Justin Richmond Frazert a kedvenc szereplőjének nevezte. Blacket jelölték a 2009-es Spike Video Game Awardson a „Legjobb hang” díjra Frazer megszólaltatása miatt.